# Elythranthera emarginata
Elythranthera emarginata är en orkidéart som först beskrevs av John Lindley, och fick sitt nu gällande namn av Alexander Segger George. Elythranthera emarginata ingår i släktet Elythranthera och familjen orkidéer. Inga underarter finns listade i Catalogue of Life.

## Bildgalleri

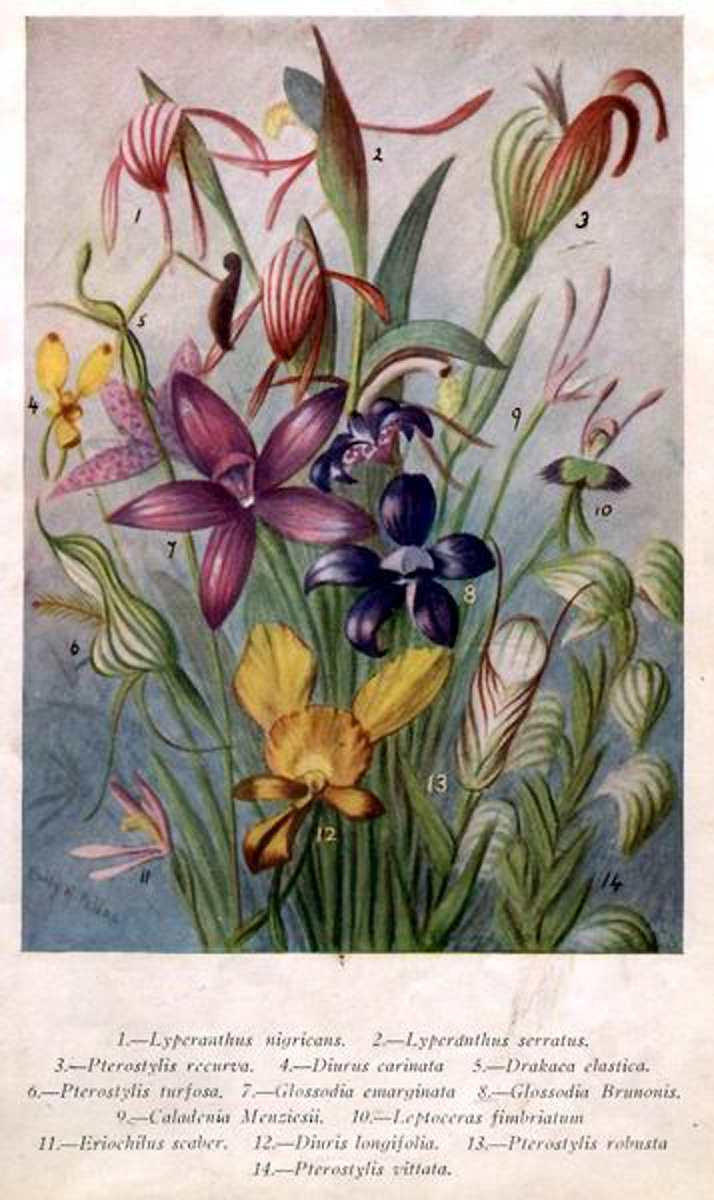
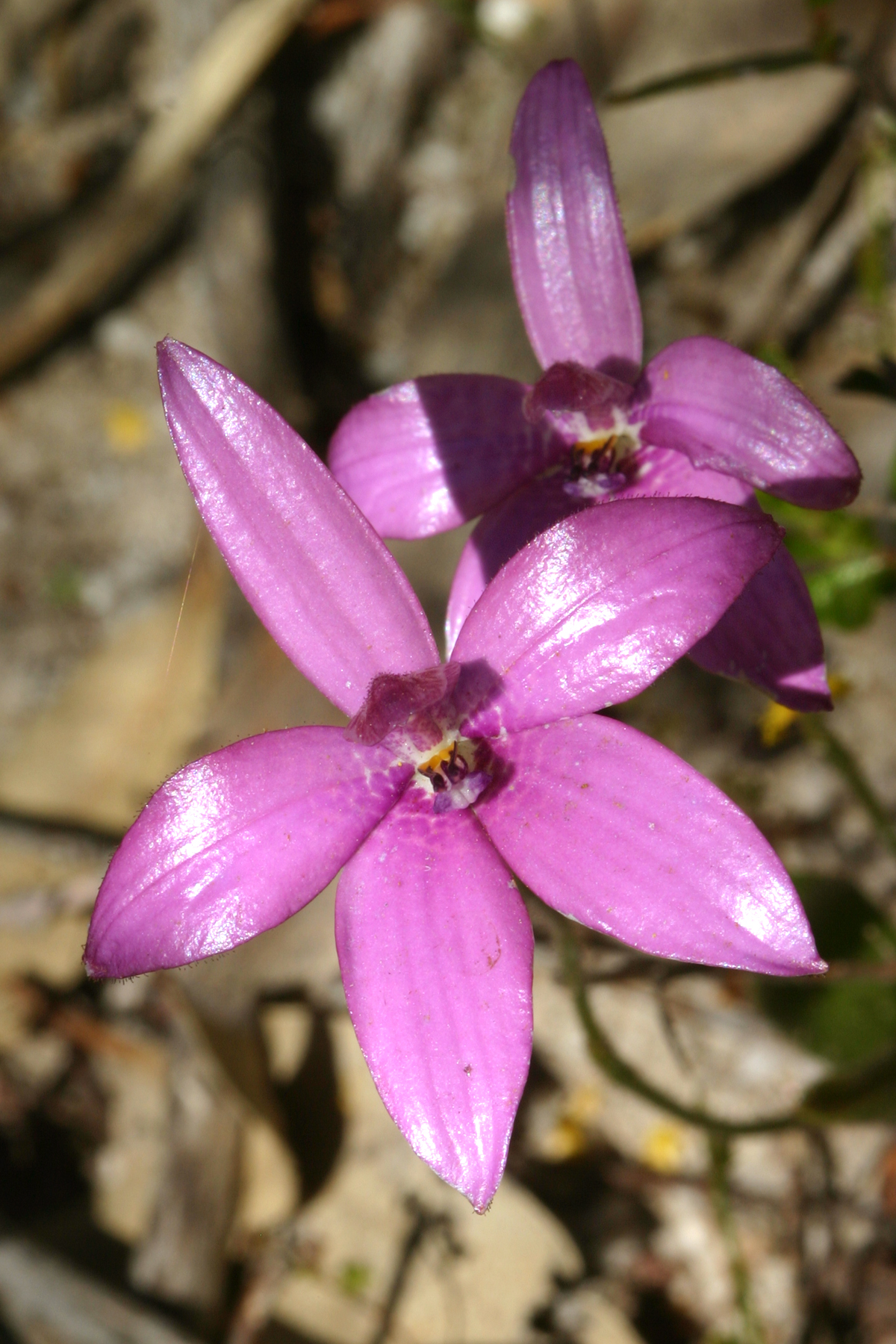